# Lorenzo Crounse
Lorenzo Crounse, född 27 januari 1834 i Schoharie County, New York, död 13 maj 1909 i Omaha, Nebraska, var en amerikansk republikansk politiker. Han var ledamot av USA:s representanthus 1873–1877 och Nebraskas guvernör 1893–1895.
Crounse studerade juridik och inledde 1857 sin karriär som advokat. Han deltog i amerikanska inbördeskriget som kapten i nordstatsarmén. Han tjänstgjorde som domare i Nebraskas högsta domstol 1867–1873.
Crounse efterträdde 1873 John Taffe som kongressledamot och efterträddes 1877 av Frank Welch. Som USA:s biträdande finansminister tjänsttgjorde Crounse 1891–1892. År 1893 efterträdde han sedan James E. Boyd som Nebraskas guvernör och efterträddes 1895 av Silas A. Holcomb.
Crounse avled 1909 och gravsattes på Fort Calhoun Cemetery i Fort Calhoun.